# Pollock House

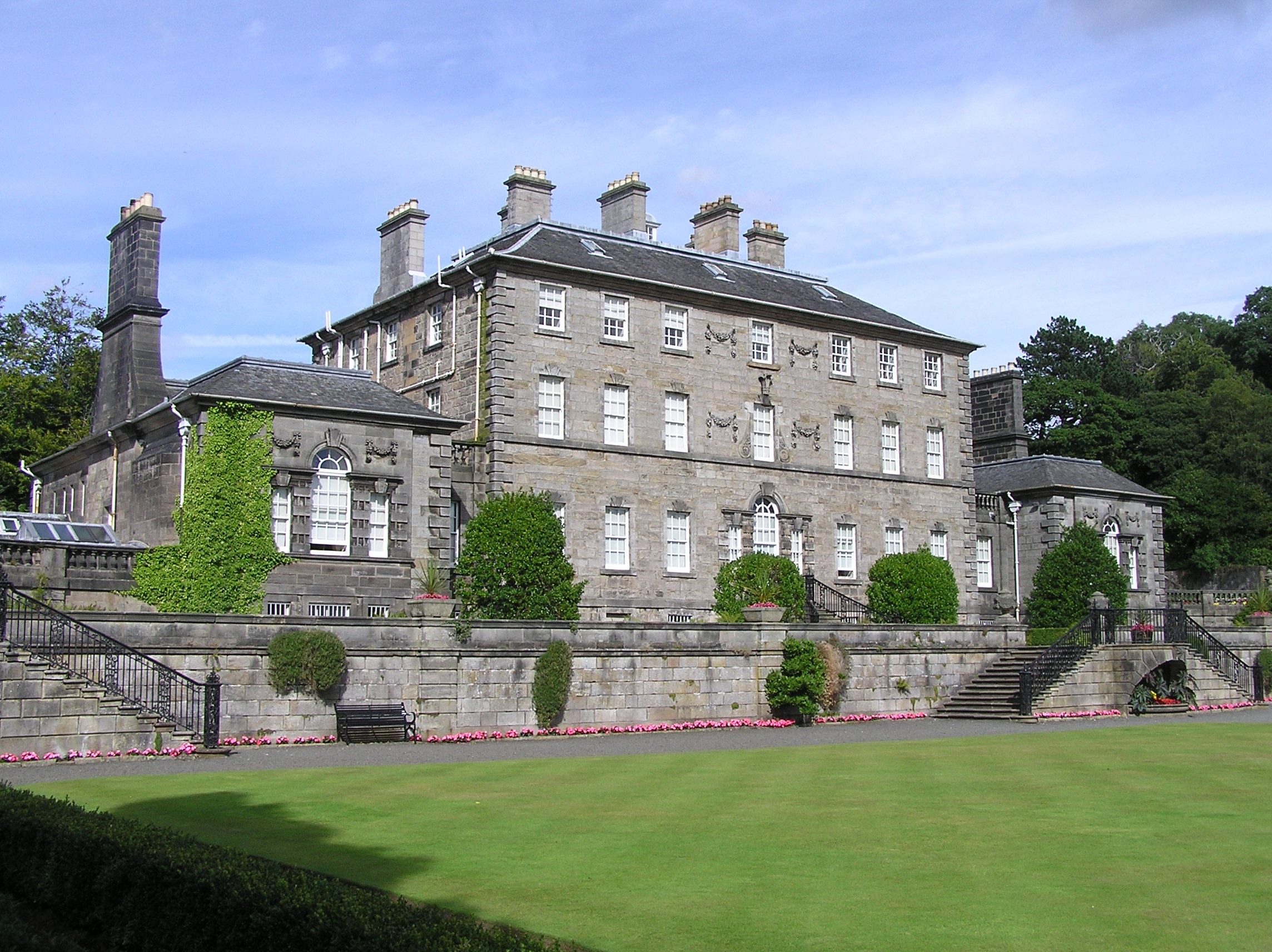
Pollock House

Pollock House (auch Pollok House) ist ein Herrenhaus in Schottland und liegt im Pollok Country Park südlich des Glasgower Stadtzentrums. Es wurde 1752 von William Adam gestaltet und enthält eine Sammlung spanischer Malerei, u. a. Gemälde von El Greco, Goya, Murillo sowie kostbare Antiquitäten. 
Ebenfalls auf dem Gelände befindet sich die Burrell Collection, die man in 10 Minuten zu Fuß oder mit einem Shuttlebus erreichen kann. Im Park findet sich eine Sammlung von über 1.000 Arten Rhododendren.
Das Anwesen wurde 1966 von der letzten Besitzerin Anne Maxwell Macdonald der Stadt Glasgow vermacht. Ihre Familie hatte es über 700 Jahre besessen. Heute wird es vom National Trust for Scotland verwaltet und ist der Öffentlichkeit zugänglich. 2019 wurde Pollok House von rund 57.000 Personen besucht. 2023 betrug die Besucherzahl etwa 78.000 Personen.